# سیمان پرتلند سفید

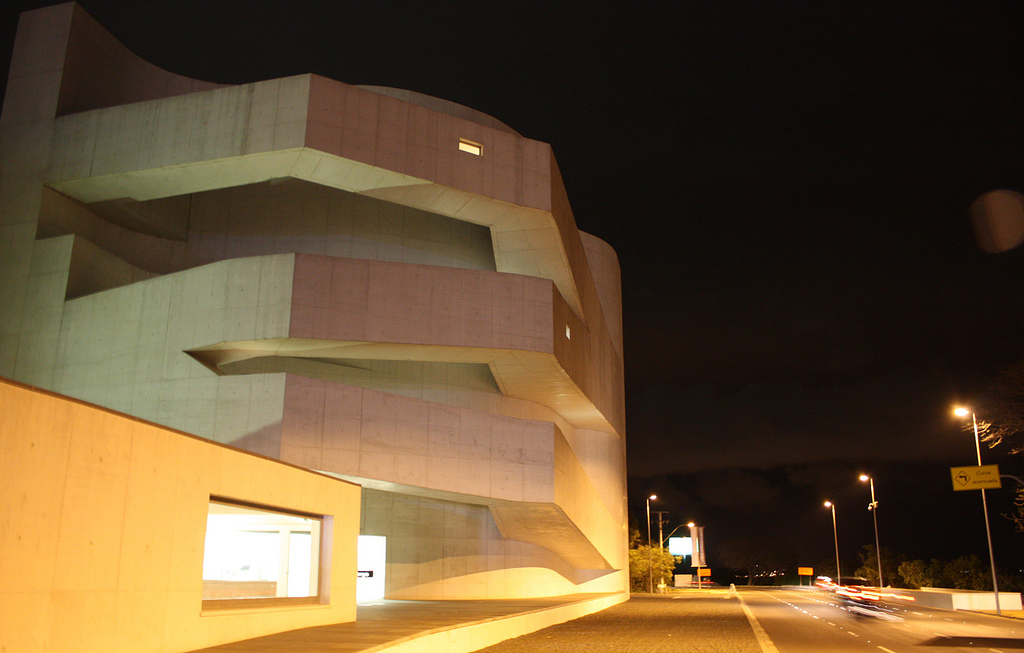
این ساختمان با استفاده از سیمان پرتلند سفید ساخته شده که در نورپردازی شب، جلوه‌ای مدرن و زیبا به نما بخشیده است.

سیمان پرتلند سفید همانند سیمان پرتلند معمولی تهیه می‌شود با این تفاوت که در مواد اولیه آن اکسید آهن وجود ندارد به همین دلیل نباید از خاک رس استفاده کرد ولی در این صورت هزینه بالا می‌رود به همین دلیل از همان مواد اولیه استفاده کرده و به آن کلرور کالیم یا کلرور کلسیم اضافه می‌کنند که در کوره سیمان پزی با اکسید آهن ترکیب شده و کلرور آهن می‌دهد که گاز است و می پرد و رنگ سیمان سفید می‌شود سیمان سفید نباید بیش از ۰٫۰۲ درصد وزنی اش اکسید آهن داشته باشد به همین دلیل به آن تا ۸درصد وزنش کلرور کالیم یا کلرور کلسیم اضافه می‌کنند و سپس کلینکر سیمان سفید را با گچ آسیاب کرده تا سیمان پرتلند سفید بدست آید. همچنین برای تهیه سیمان‌های رنگی کلینکر سیمان سفید را با حداکثر ۲درصد رنگ‌های معدنی یا نرمه سنگ‌های رنگ آسیاب می‌کند.میزان اکسید منیزیم واکسید اهن دراین نوع سیمان ناچیز است.